# 鹿窝镇
鹿窝镇，是中华人民共和国贵州省貴陽市息烽县下辖的一个乡镇级行政单位。
2016年4月22日，贵州省人民政府批复同意撤销鹿窝乡建制，设置鹿窝镇，撤乡设镇后行政区域和政府驻地不变。

## 行政区划
鹿窝镇下辖以下地区：
鹿龙村、西安村、华溪村、胡广村、大石头村、三友村、合箭村、老窝村、马屯村、瓮舍村、田坝村、新民村和杨寨村。